# أنخيل كليمنت روجاس
أنخيل كليمنت روجاس (بالإسبانية: Ángel Clemente Rojas)‏ (28 أغسطس 1944 في الأرجنتين - ) هو لاعب كرة قدم أرجنتيني في مركز الهجوم. شارك مع منتخب الأرجنتين لكرة القدم. أما مع النوادي، فقد لعب مع بوكا جونيورز ونادي راسينغ ونادي لانوس ونويفا شيكاجو وديبورتيفو مانيسيبال ‏ وأرجنتينو دي كويلمس ‏.

## وصلات خارجية
- أنخيل كليمنت روجاس على موقع قاعدة بيانات كرة القدم.إي يو (الإنجليزية)